# Soganaclia
Soganaclia is een geslacht van vlinders van de familie spinneruilen (Erebidae), uit de onderfamilie Arctiinae.

## Soorten
- S. roedereri Griveaud, 1970
- S. roedereria Griveaud, 1970
- S. tsaratananae Griveaud, 1970
- S. viridisparsa Griveaud, 1964